# 요시무라 히로시
요시무라 히로시 (吉村 弘, よしむら ひろし, 1940년 10월 22일 - 2003년 10월 23일)은 일본의 음악가・작곡가이다.

## 요약
요코하마에서 태어나 와세다 대학교 미술학과를 졸업했다. 사운드 디자인, 그래픽 디자인, 영상시(visual poetry)와 결합한 사운드 오브제나 퍼포먼스, 앰비언트 음악 제작등을 해왔다. 특히 TOA와의 협업을 통해 공간내 사운드 디자인 작업을 다수 작업했고 일본 앰비언트의 선구자로 언급된다.
80년대부터 20년간 쿠시로 시립박물관(釧路市立博物館), 도쿄 지하철 난보쿠 선, 오사카 국제공항 등 다수의 공간에서 공간 내의 소리와 여러 효과음 들을 담당했다.
국립음악대학, 치바대학등에 출강했으며 미술관 등에서 시민참여 워크샵 등을 수행하던 중 2003년 피부암으로 사망했다.

## 음반 목록
- ナイン・ポストカード MUSIC FOR NINE POST CARDS(1982)
- PIER & LOFT(1983)　カセットテープのみ
- AIR IN RESORT(1984)　資生堂「春の化粧品デー」プレゼント用LP
- サラウンド SURROUND(1986)
- グリーン GREEN(1986)
- 静けさの本(1988)　演奏：柴野さつき（ピアノ）
- PIER & LOFT '89remix(1989)　カセットテープのみ
- 「吉村弘の耳」展 カセットカタログ 音の島(1992)　カセットテープのみ
- Music for Your Mind Relaxation Music Vol.1　WET LAND(1993)
- FACE MUSIC(1994)
- Koto Vortex・Ⅰ　吉村弘の音宇宙(1994)　演奏：Koto Vortex（琴）
- クワイエット・フォレスト QUIET FOREST(1996)
- フォア・ポストカード FOUR POST CARDS(2004)　神奈川県立近代美術館委嘱作品
- ソフト・ウェーブ/ウミネコ SOFT WAVE FOR AUTOMATIC MUSIC BOX(2005)　1973/1976年制作
- FLORA 1987 (2006)　1987年制作

## 저서
- 도시의 소리 都市の音(1990年 ISBN 4-393-93411-3)
- 거리 안에서 찾아낸 소리 街のなかでみつけた音(1994年 ISBN 4-393-93427-X)
- 오오에도 시간의 종 음보기 大江戸時の鐘　音歩記(2002年 ISBN 978-4-393-93474-6)
- 정적의 책 静けさの本(2003年 ISBN 978-4-393-97016-4)　1988年にCDで発売された作品のCDブック形式での再発売

## 같이 보기
- 앰비언트
- 현대 음악